# Романов, Игорь Евгеньевич
И́горь Евге́ньевич Рома́нов (2 октября 1953, Ленинград, СССР) — советский и российский рок-музыкант, композитор, аранжировщик, гитарист. Один из наиболее ярких и заметных высокопрофессиональных гитаристов, из числа участников групп — приверженцев хард-н-хеви экспериментов на советской рок-сцене 1980-х. Играл в группах: «Россияне», «Земляне» («Апрель»),  «Какаду», «Союз», «НЭП» и «Алиса», а также в сольном инструментальном проекте «Romanoff».

## Биография
В детстве играл на скрипке, окончил музыкальную школу по классу баяна. В девятом классе увлёкся гитарой.
Окончил эстрадное отделение Музыкального училища при Ленинградской консерватории (ныне Санкт-Петербургское музыкальное училище имени Н. А. Римского-Корсакова).
В 1975—1976 годах входит в состав участников ленинградской группы «Россияне» Георгия Ордановского, ориентирующейся на песенный и инструментальный авторский материал, где уже пробует предлагать к исполнению некоторые собственные композиции.

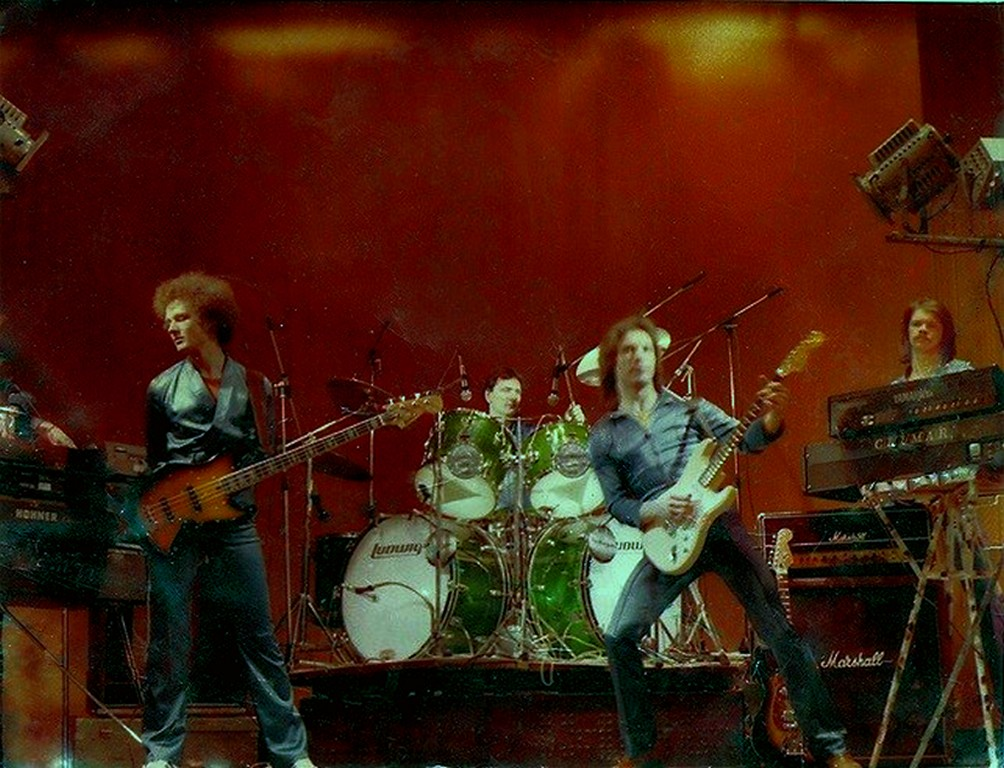
«Земляне» в первой половине 1980-х

В 1976 году тогдашний состав «Россиян» распался и Игорь Романов в числе других музыкантов вливается в группу «Апрель» Владимира Киселёва, которая осенью 1978 года волею судеб и обстоятельств переименовывается в «Земляне». Этой группе и суждено было стать главной отправной точкой отсчета в карьере гитариста. В течение 7 лет работы в «Землянах» Романов нёс на себе огромный пласт творческой работы, проявив себя незаурядным композитором и аранжировщиком, но в октябре 1985 года покидает коллектив на пике славы и успеха.
В 1986 году собирает свой собственный проект — группу «Союз», игравшую добротный хард-н-хэви и отличавшуюся высоким уровнем исполнения. «Союз» выпустил на ВФГ «Мелодия» два виниловых диска-гиганта — «Учитель успеха» (1987) и «Красный свет» (1989). Из-за требований цензуры этот проект на первой пластинке именовался «Группа Игоря Романова». Кроме гастролей по СССР, группа также выступала за границей (Нидерланды, ФРГ).
В 1990 году был момент реанимации состава ранних «Землян» совместно с вокалистом Сергеем Скачковым, но после роспуска группы «Союз», два музыканта которой (вокалист Валерий Горшеничев и барабанщик Владимир Ушаков) примкнули к Скачкову, Романов стал заниматься сольной карьерой в инструментальной гитарной музыке, собрав собственное трио «Romanoff», совмещая её с сессионной работой в ряде групп, с работой на Ленинградском радио. Стиль своей игры обозначил как «техно-флэш».
В 1999 году совместно с Ириной Гайдар записал альбом «Белая птица», который был выпущен только на кассетах. Дуэт Игоря Романова с Ириной Гайдар активно промоутировался на телевидении, были отсняты два видеоклипа. Но, после записи единственного альбома, дальнейшие попытки работать в данном направлении были прекращены.

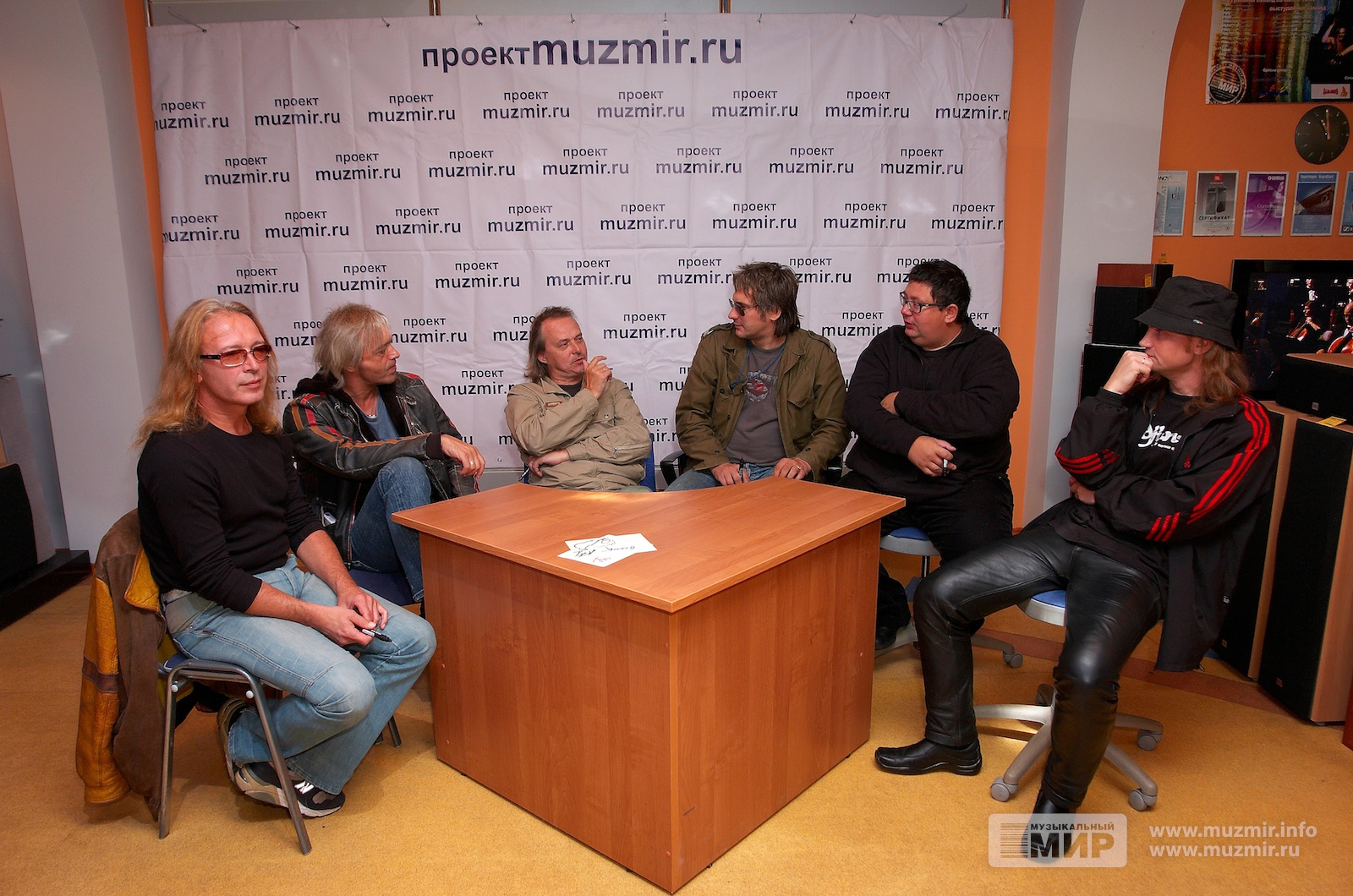
Игорь Романов в составе группы «Алиса». 01.09.2007

В декабре 2003 года в качестве лидер-гитариста Игорь Романов вливается в состав группы «Алиса».
Игорь Романов в своей творческой деятельности записал песни, в которых кроме гитарных, исполнил также вокальные партии («Ливень» (муз. и ст. Н. Денисова), «Я верю в завтра» (муз. и ст. И. Романова), а также несколько шуточных песен под псевдонимом Захар Лупеко).
В 2006 году, несмотря на плотную занятость в «Алисе», Романов выпустил очередной сольный альбом инструментальной музыки под названием «Сновидения».
В 2012 году был готов материал следующего инструментального сольного альбома — «Паранойя», на CD альбом появился осенью 2013 года.
20 марта 2018 года в официальных сообществах группы «Алиса», в социальных сетях Facebook и ВКонтакте появилась информация, что Игорь Романов «покидает коллектив после почти пятнадцатилетнего сотрудничества».
Осенью 2021 года, Игорь Романов, который в первой половине 1980-х являлся фронтменом «Землян», вернулся в коллектив. В октябре группа «Земляне» в обновлённом составе исполнила «Траву у дома» и «Путь домой» в честь возвращения «киноэкипажа» с Международной космической станции. Выступление состоялось на ВДНХ возле ракеты-носителя «Восток».
В 2022 года Игорь Романов выступил на концертах в поддержку вторжения России на Украину. Участвовал в концерте перед ранеными российскими военнослужащими в военном госпитале.
Осенью 2022 года, Игорь Романов покинул группу «Земляне».

## Личная жизнь
С 1997 года был женат на певице Ирине Гайдар, от которой родились две дочери-двойняшки: Алиса и София (род. 19 октября 2004).
Внебрачный сын — Георгий (род. 6 сентября 2002).
Жена — Татьяна.

## Факты

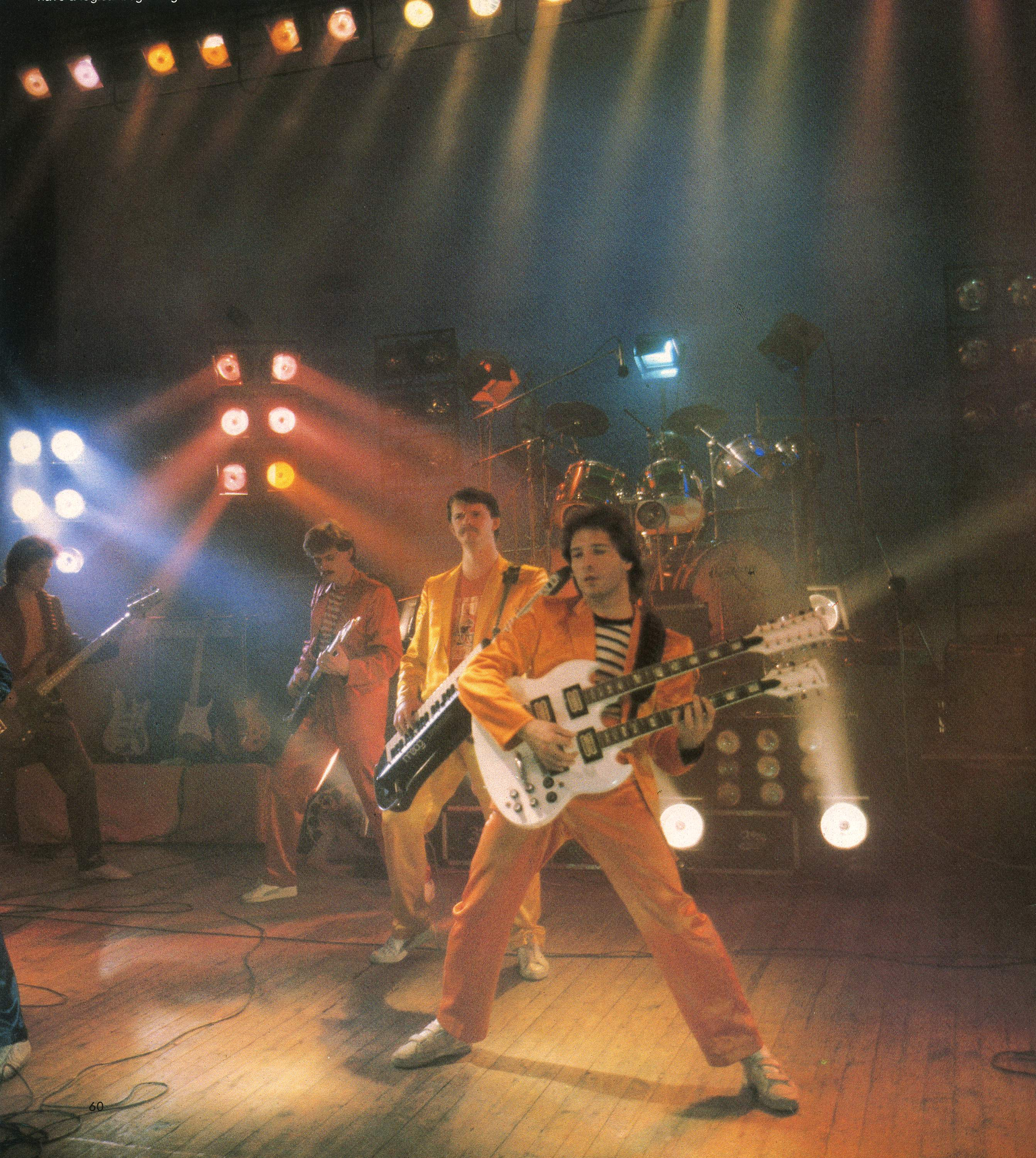
Игорь Романов (на переднем плане) в составе группы «Земляне», фото журнала «Soviet Life» (США) октябрь 1984

- Игорь Романов (на переднем плане) в составе группы «Земляне», фото журнала «Soviet Life» (США) октябрь 1984С 1980-х годов до наших дней, среди некоторой части зрительской аудитории бытует распространённое ошибочное мнение, что именно Игорь Романов являлся лидер-вокалистом группы «Земляне» исполнявшим все основные хиты коллектива, так как его чаще всего показывали солирующим возле микрофона в телевизионных эфирах группы во времена СССР, тогда как на самом деле все фонограммы этих песен были записаны вокалистом и клавишником группы Сергеем Скачковым. Такая ситуация сложилась из-за того, что в 1981 году во время съёмки одного из эфиров на Центральном телевидении СССР, где принимала участие «Земляне», телевизионный редактор, которая была женщиной, настояла на том, чтобы именно Романов стоял впереди в качестве фронтмена и вокалиста, так как по её мнению, он будет более эффектен для телеэфира. В дальнейшем эту идею подхватил и руководитель группы Владимир Киселёв, решив, что вариант с Игорем Романовым в качестве солиста на телеэкране, будет более привлекательным для потенциальной женской аудитории, чем с Сергеем Скачковым. При этом, в молодёжной музыкальной прессе того периода, в статьях о «Землянах», Романов всегда назывался только гитаристом, композитором и аранжировщиком коллектива, а в качестве вокалиста всегда фигурировал именно Скачков. Также, в различных хит-парадах той эпохи, проводившихся в популярных молодёжных изданиях («Московский комсомолец», ленинградская газета «Смена» и др.) Романов всегда номинировался и фигурировал только как «лучший гитарист». Позднее в своих интервью Владимир Киселёв, Игорь Романов и Сергей Скачков неоднократно рассказывали об этой неоднозначно сложившейся ситуации с введением в заблуждение аудитории телезрителей, но некоторые поклонники Игоря Романова и группы «Земляне» до сих пор считают его исполнителем хитов «Землян»[10][11][12].
- 31 мая 2020 года, в день первого запуска пилотируемого корабля компании SpaceX, хитом в российском сегменте Интернета стал модифицированный ролик группы «Земляне» с песней «Трава у дома». В рамках его создания была применена технология deepfake, которая позволяет на видеомонтаже наложить лицо одного человека на лицо другого: лицо Илона Маска наложили на лицо Игоря Романова[13].

## Санкции
7 января 2023 года, из-за вторжения России на Украину, внесён в санкционный список Украины лиц «которые публично призывают к агрессивной войне, оправдывают и признают законной вооруженную агрессию РФ против Украины,  оккупацию территории Украины». Предполагается блокировка активов на территории страны, приостановка выполнения экономических и финансовых обязательств, прекращение культурных обменов и сотрудничества, лишение украинских госнаград.

## Дискография

### Группа«Земляне»
- 1979 — «Красный Конь» © 1979 ℗ 1980 / SP, ВФГ «Мелодия»
- 1980 — Владимир Мигуля & группа «ЗЕМЛЯНЕ» © 1980 ℗ 1982 / LP, ВФГ «Мелодия»
- 1981/82 — «Концертная Программа, LIVE 1981—1982» © 1981/82 / Magnit-Albom, tape
- 1981 — «Земляне 81» © 1981 / Magnit-Albom, tape
- 1982 — «Земляне 82» © 1982 / Magnit-Albom, tape
- 1982 — «Концерт в Харькове, 1982» © 1982 / Magnit-Albom, tape
- 1982 — «Концерт в Кургане, 05.12.1982» © 1982 / Magnit-Albom, tape
- 1982 — «Концерт в ЛДМ, Ленинград, март 1982» © 1982 / Magnit-Albom, tape
- 1982 — «Карате» © ℗ 1982 / EP, ВФГ «Мелодия»
- 1982 — «Земляне»: «Каскадеры» & «Перекресток» ℗ 1982 / SP, Журнал «Кругозор» № 7(11)
- 1983 — «Каскадеры» © ℗ 1983 / EP, ВФГ «Мелодия»
- 1983 — «Дельтаплан» © ℗ 1983 / EP, ВФГ «Мелодия»
- 1983 — «Крепче Держись, Сынок» © 1983 / Magnit-Albom, tape
- 1984 — «Путь Домой» © 1984 / Magnit-Albom, tape
- 1984 — «Земляне»: «Трава у Дома» ℗ 1984 / SP, Журнал «Кругозор» № 2(9)
- 1984/85 — «Ау, Лабиринт» © 1984/85 / Magnit-Albom, tape
- 1985 — «Концерт в СКК им. Ленина, Ленинград, 20.02.85» © 1985 / Magnit-Albom, tape
- 1985 — «Земляне»: «Путь Домой» & «Крынка Молока» ℗ 1985 / SP, Журнал «Кругозор» № 6(12)
- 1986 — «Путь Домой» ℗ 1986 / SP, ВФГ «Мелодия»
- 1986 — «Удача» ℗ 1986 / SP, ВФГ «Мелодия»

### Группа «Союз»
- 1987 — «Концерт в Ленинграде, март 1987» / Magnit-Albom © 1987 (не был издан на официальных носителях)
- 1987 — «Учитель успеха» (под названием «Группа Игоря Романова») / Magnit-Albom © 1987 / LP, ВФГ «Мелодия» ℗ 1988[16]
- 1989 — «Красный свет» / Magnit-Albom © 1989 / LP, ВФГ «Мелодия» ℗ 1990 / CD, «Compact Disc» ℗ 1995[17]

### Группа «НЭП»
- 2001 — «Вот она любовь»

### Группа «Алиса»
- 2005 — «Изгой»
- 2007 — «Стать Севера»
- 2008 — «Пульс хранителя дверей лабиринта»
- 2010 — «Ъ»
- 2011 — «20.12»
- 2012 — «Саботаж»
- 2014 — «Цирк»
- 2016 — «Эксцесс»

### Проект «Romanoff»
- 1994 — «Угарочки» / CD, «NP Records» ℗ 1994[18]
- 1995 — «Achtung! Ахтунг!» / MC, «M-Records» ℗ 1998 / CD, «Manchester Files» ℗ 2000[19]
- 1997 — «Зоофилические фантазии» / MC, «M-Records» ℗ 1998 / CD, «Manchester Files» ℗ 1999[20]
- 2006 — «Сновидения» / CD, «Real Records» ℗ 2006[21]
- 2013 — «Паранойя» / CD, «Игорь Романов» ℗ 2013[22]

### Другие проекты и записи
- 1999 — «Белая птица» (Игорь Романов & Ирина Гайдар) / MC, «Manchester Files» ℗ 1999
- 2001 — «Мы пришли ниоткуда» (Игорь Романов & Iness (Инесса Катаева)) / Magnit-Album © 2001 (не был издан на официальных носителях)

## Видеоклипы
- 1987 — «Чёрный ворон» / с альбома Группы «Союз» — «Учитель успеха» © 1987
- 1994 — «Комендантский час» / с инструментального альбома Проекта «Romanoff» — «Угарочки» © 1994
- 1999 — «Белая птица» /режиссёр: Олег Гусев/ с альбома дуэта Игорь Романов & Ирина Гайдар — «Белая птица» © 1999
- 1999 — «Искушение» /режиссёр: Борис Деденев/ с альбома дуэта Игорь Романов & Ирина Гайдар — «Белая птица» © 1999
- 2011 — «Коза-дереза» / бисайдовый шуточный видеоклип от Игоря Романова (вокал) в образе Захара Бурмылыча Лупеко